# Atheta kitalensis
Atheta kitalensis – gatunek chrząszcza z rodziny kusakowatych i podrodziny rydzenic.
Gatunek ten opisał po raz pierwszy w 1995 roku Roberto Pace na łamach „Revue suisse de Zoologie”. Jako lokalizację typową wskazano Mount Elgon w Kenii. Epitet gatunkowy nawiązuje do pobliskiego miasta Kitale.
Chrząszcz o błyszczącym, wydłużonym w zarysie ciele długości 3,8 mm. Głowa jest brązowa, siateczkowana, wyraźnie ziarenkowana. Czułki mają żółtorude człony pierwszy i drugi oraz brązowe człony pozostałe. Przedostatni ich człon jest dłuższy niż szeroki. Brązowe z rudobrązowymi brzegami bocznymi przedplecze ma siateczkowaną i wyrażnie ziarenkowaną powierzchnię. Brązowe pokrywy są siateczkowane, o zatartym ziarenkowaniu. Barwa odnóży jest rudożółta. Odwłok jest brązowy z rudobrązowymi tylnymi krawędziami urotergitów pierwszego, drugiego i trzeciego segmentu oraz żółtoczerwonawym wierzchołkiem segmentu ostatniego. Genitalia samca różnią się od tych u podobnej A. scotti szerokim i tępym wierzchołkiem edeagusa, słabo wykształconą crista apicalis oraz przysadzistym elementem kopulacyjnym woreczka wewnętrznego. Genitalia samicy różnią się od tych u A. scotti smukłą i nie tworzącą regularnych skrętów częścią proksymalną spermateki.
Owad afrotropikalny, znany wyłącznie z Kenii. Spotkany na rzędnych od 2500 do 2700 m n.p.m.